# NGC 5780
NGC 5780 (również PGC 53275) – galaktyka spiralna (Sab), znajdująca się w gwiazdozbiorze Wolarza. Odkrył ją 30 marca 1887 roku Lewis A. Swift. Jest to galaktyka gwiazdotwórcza.